# ミシャ・サークノフ
ミシャ・サークノフ（ラトビア語: Mihails Cirkunovs、英語: Misha Cirkunov、男性、1987年2月27日 - ）は、ラトビアの総合格闘家。リガ出身。カナダ・トロント在住。エクストリーム・クートゥア所属。ミーシャ・シルクノフとも表記される。

## 来歴
ソビエト連邦ラトビア・ソビエト社会主義共和国に生まれる。11歳から柔道を始め、13歳でカナダに移住した。移住後にアマチュアレスリングを始め、2003年に柔道でカナダジュニア王者、2005年にグレコローマンレスリングカナダ王者、2005年と2006年にフリースタイルレスリングカナダ王者に輝いた。高校卒業後にブラジリアン柔術を学び、2010年に総合格闘技デビュー。

### UFC
2015年8月23日、UFC初参戦となったUFC Fight Night: Holloway vs. Oliveiraでダニエル・ジョリーと対戦し、パウンドでKO勝ちを収めた。
2016年12月10日、UFC 206でライトヘビー級ランキング8位のニキータ・クリーロフと対戦し、ギロチンチョークで一本勝ちを収めた。
2017年5月28日、UFC Fight Night: Gustafsson vs. Teixeiraでライトヘビー級ランキング5位のヴォルカン・オーズデミアと対戦し、右フックを耳の後ろにもらいKO負け。
2017年12月16日、UFC on FOX 26でライトヘビー級ランキング3位のグローバー・テイシェイラと対戦し、TKO負け。
2018年10月27日、UFC Fight Night: Volkan vs. Smithでライトヘビー級ランキング14位のパトリック・カミンズと対戦し、肩固めで一本勝ち。
2019年3月2日、UFC 235でライトヘビー級ランキング15位のジョニー・ウォーカーと対戦し、TKO負け。
2019年9月14日、UFC Fight Night: Cowboy vs. Gaethjeでジミー・クルートと対戦し、ペルビアンネクタイで一本勝ち。パフォーマンス・オブ・ザ・ナイトを受賞した。
2021年3月13日、UFC Fight Night: Edwards vs. Muhammadでライトヘビー級ランキング13位のライアン・スパンと対戦し、左フックでダウンを奪われパウンドで1RTKO負け。
2022年10月31日、UFCからリリースされた。

## 戦績

### 総合格闘技
| 総合格闘技 戦績 | 総合格闘技 戦績 | 総合格闘技 戦績 | 総合格闘技 戦績 | 総合格闘技 戦績 | 総合格闘技 戦績 | 総合格闘技 戦績 |
| --------------- | --------------- | --------------- | --------------- | --------------- | --------------- | --------------- |
| 24 試合         | (T)KO           | 一本            | 判定            | その他          | 引き分け        | 無効試合        |
| 15 勝           | 4               | 9               | 2               | 0               | 0               | 0               |
| 9 敗            | 5               | 3               | 1               | 0               | 0               | 0               |

| 勝敗 | 対戦相手                   | 試合結果                             | 大会名                                                    | 開催年月日     |
| ×    | アロンゾ・メニフィールド   | 1R 1:28 KO（右アッパー→パウンド）    | UFC Fight Night: Grasso vs. Araújo                        | 2022年10月15日 |
| ×    | ウェリントン・トゥルマン   | 2R 1:29 腕ひしぎ十字固め             | UFC Fight Night: Makhachev vs. Green                      | 2022年2月26日  |
| ×    | クリストフ・ヨトゥコ       | 5分3R終了 判定1-2                    | UFC Fight Night: Santos vs. Walker                        | 2021年10月2日  |
| ×    | ライアン・スパン           | 1R 1:11 TKO（左フック→パウンド）     | UFC Fight Night: Edwards vs. Muhammad                     | 2021年3月13日  |
| ○    | ジミー・クルート           | 1R 3:38 ペルビアンネクタイ           | UFC Fight Night: Cowboy vs. Gaethje                       | 2019年9月14日  |
| ×    | ジョニー・ウォーカー       | 1R 0:36 TKO（右飛び膝蹴り→パウンド） | UFC 235: Jones vs. Smith                                  | 2019年3月2日   |
| ○    | パトリック・カミンズ       | 1R 2:40 肩固め                       | UFC Fight Night: Volkan vs. Smith                         | 2018年10月27日 |
| ×    | グローバー・テイシェイラ   | 1R 2:45 TKO（パウンド）              | UFC on FOX 26: Lawler vs. dos Anjos                       | 2017年12月16日 |
| ×    | ヴォルカン・オーズデミア   | 1R 0:28 KO（右フック）               | UFC Fight Night: Gustafsson vs. Teixeira                  | 2017年5月28日  |
| ○    | ニキータ・クリーロフ       | 1R 4:38 ギロチンチョーク             | UFC 206: Holloway vs. Pettis                              | 2016年12月10日 |
| ○    | イオン・クテラバ           | 3R 1:22 肩固め                       | UFC Fight Night: MacDonald vs. Thompson                   | 2016年6月18日  |
| ○    | アレックス・ニコルソン     | 2R 1:28 ネッククランク               | UFC Fight Night: Hendricks vs. Thompson                   | 2016年2月6日   |
| ○    | ダニエル・ジョリー         | 1R 4:45 KO（パウンド）               | UFC Fight Night: Holloway vs. Oliveira                    | 2015年8月23日  |
| ○    | ショーン・アッシャー       | 1R 1:20 腕ひしぎ十字固め             | HKFC: Hard Knocks 43 【HKFCライトヘビー級タイトルマッチ】 | 2015年5月22日  |
| ○    | ロドニー・ウォーラス       | 1R 2:00 TKO（ハイキック）            | HKFC: Hard Knocks 41 【HKFCライトヘビー級タイトルマッチ】 | 2015年1月30日  |
| ○    | マルタン・デジーレ         | 1R 2:36 三角絞め                     | Provincial FC 2: Fight Night                              | 2014年3月8日   |
| ○    | ジョン・ガンダーソン       | 1R 1:59 腕ひしぎ十字固め             | FFL 9: Northern Nightmare                                 | 2013年9月7日   |
| ×    | アーロン・ジョンソン       | 1R 2:11 ヒールフック                 | King of the Ring VI                                       | 2012年3月17日  |
| ○    | アリ・モクダッド           | 5分3R終了 判定3-0                    | SFS 3: Meltdown in the Valley                             | 2011年12月3日  |
| ○    | イオン・シェールディヴァラ | 5分3R終了 判定3-0                    | Knockout Entertainment MMA: The Reckoning                 | 2011年4月2日   |
| ○    | リカルドー・フランソワ     | 1R 0:56 TKO（パンチ連打）            | UGC 26                                                    | 2011年3月4日   |
| ○    | ショーン・パウリウカ       | 1R 0:57 ギブアップ（パンチ連打）     | Armageddon FC 3: Evolution                                | 2010年7月17日  |
| ×    | ロイ・ボートン             | 2R 2:33 腕ひしぎ十字固め             | W-1 MMA 5: Judgment Day                                   | 2010年6月19日  |
| ○    | ジェフ・ドイル             | 1R 0:40 TKO（パンチ連打）            | Ringside MMA 5: Triple Threat                             | 2010年1月30日  |

### グラップリング
| 勝敗 | 対戦相手         | 試合結果      | 大会名       | 開催年月日     |
| ×    | レナート・ババル | 4:13 三角絞め | Tuff-N-Uff 1 | 2006年12月29日 |

## 獲得タイトル
- 柔道カナダカップ 100kg級 優勝（2003年）
- ADCC 2007北米予選 99kg未満級 優勝（2006年）[3]
- HKFCライトヘビー級王座（2015年）

## 表彰
- UFCパフォーマンス・オブ・ザ・ナイト（1回）